# Barbara Rush
Barbara Rush (Denver, 4 de enero de 1927-Westlake Village, 31 de marzo de 2024) fue una actriz estadounidense. En 1954, ganó el Globo de Oro como actriz revelación más prometedora por su papel en la película de ciencia ficción estadounidense de 1953 It Came from Outer Space. Más adelante en su carrera, Rush se convirtió en una actriz habitual de la serie de televisión Peyton Place y apareció en películas para televisión, miniseries y una variedad de otros programas, incluida la telenovela All My Children y el drama familiar 7th Heaven, además de protagonizar películas, incluidas La ciudad frente a mí, The Young Lions, Robin and the 7 Hoods y Un hombre.

## Primeros años y educación
Nació en Denver. Su padre, Roy, era abogado de una empresa minera del Medio Oeste. Creció en Santa Bárbara, California. Asistió a la Universidad de California en Santa Bárbara y se graduó en 1948. Comenzó su carrera en el programa de teatro de la universidad.

## Carrera
Actuó en el escenario del Lobero Theatre y del Pasadena Playhouse antes de firmar con Paramount Pictures. Hizo su debut en la pantalla en The Goldbergs de 1950. En 1951, coprotagonizó la clásica película de ciencia ficción de George Pal When Worlds Collide. En 1952 protagonizó Flaming Feather con Sterling Hayden y Victor Jory. En 1954, ganó el Globo de Oro a la «Revelación femenina más prometedora» por su actuación en It Came from Outer Space.
Interpretó a la esposa de James Mason en el aclamado drama de 1956 Bigger Than Life, en el que el uso de una droga experimental por parte de un maestro de escuela resulta en una amenaza de daño a su familia. Ella era el interés amoroso del soldado reacio Dean Martin en la historia de guerra The Young Lions y del ambicioso abogado Paul Newman en La ciudad frente a mí.
Comenzó su carrera en el escenario y siempre ha sido parte de su vida profesional. En 1970, obtuvo el premio Sarah Siddons por sus logros dramáticos en el teatro de Chicago por su papel principal en Forty Carats, y llevó su obra unipersonal A Woman of Independent Means a Broadway en 1984. Comenzó a trabajar en televisión en la década de 1950. Más tarde se convirtió en una actriz habitual en películas para televisión, miniseries y una variedad de otros programas, incluidos Peyton Place y la telenovela All My Children.
A menudo interpretaba a una mujer obstinada y acomodada o a una mujer refinada de la alta sociedad. Rush también interpretó un papel ocasional de villana, como en el musical de gánsteres de Rat Pack Robin and the 7 Hoods (1964). En el drama wéstern Hombre de 1967, interpretó a la esposa de un ladrón, rica, más joven y condescendiente, y termina tomada como rehén y atada a una estaca. Interpretó a la tortuosa Nora Clavicle en la serie de televisión Batman. En 1976, Rush interpretó el papel de Ann Sommers/Chris Stewart, la madre de Jaime Sommers en The Bionic Woman.
Después de aparecer en Can't Stop the Music de 1980, de temática disco, volvió a trabajar en televisión. Fue miembro del elenco de la telenovela Flamingo Road de principios de la década de 1980 como Eudora Weldon. En 1998, apareció en un episodio titulado «Balance of Nature» de la serie de televisión The Outer Limits. En 1989, realizó una gira sobre el escenario de la compañía nacional Steel Magnolias como el personaje de M'Lynn. Ha seguido apareciendo como invitada en televisión. En 2007, interpretó el papel recurrente de la abuela Ruth Camden en la serie 7th Heaven. Desde entonces, ha hecho apariciones ocasionales para el Theatre Guild en el condado de Orange, CA.

## Vida personal
Se casó con el actor Jeffrey Hunter en 1950; se divorciaron en 1955. Se casó con el publicista Warren Cowan en 1959, pero se divorciaron en 1969. Rush se casó con el escultor Jim Gruzalski en 1970 después de conocerse en un concierto de Engelbert Humperdinck. Se divorciaron en 1973.
Tuvo dos hijos, Christopher Hunter (con Hunter) y Claudia Cowan (con Cowan). Esta última es periodista de Fox News. Fue tía de la actriz Carolyn Hennesy.
En mayo de 1997, vivía en Harold Lloyd Estate en Beverly Hills, California.
Falleció el 31 de marzo de 2024, a los 97 años, en un centro de atención de la memoria de Westlake Village, California, sitio donde se encontraba residiendo.

## Filmografía

### Cine
- The Goldbergs (1950) como Debby Sherman.
- Quebec (1951) como Madelon.
- The First Legion (1951) como Terry Gilmartin.
- When Worlds Collide (1951) como Joyce Hendron.
- Flaming Feather (1952) como Nora Logan.
- Prince of Pirates (1953) como la condesa Nita Orde.
- It Came from Outer Space (1953) como Ellen Fields.
- Taza, Son of Cochise (1954) como Oona.
- Magnificent Obsession (1954) como Joyce Phillips.
- The Black Shield of Falworth (1954) como Meg.
- Captain Lightfoot (1955) como Aga Doherty.
- Kiss of Fire (1955) como la princesa Lucía.
- World in My Corner (1956) como Dorothy Mallinson.
- Bigger Than Life (1956) como Lou Avery.
- Flight to Hong Kong (1956) como Pamela Vincent.
- Oh, Men! Oh, Women! (1957) como Myra Hagerman.
- No Down Payment (1957) como Betty Kreitzer.
- The Young Lions (1958) como Margaret Freemantle.
- Harry Black and the Tiger (1958) como Christian Tanner.
- La ciudad frente a mí (1959) como Joan Dickinson.
- The Bramble Bush (1960) como Margaret 'Mar' McFie.
- Strangers When We Meet (1960) como Eve Coe.
- Deadline: San Francisco (película para televisión de 1962)
- Gallardo y calavera (1963) como Connie.
- The Unknown (película para televisión de 1964) como Leonora Edmond.
- Robin and the 7 Hoods (1964) como Marian.
- The Jet Set (película para televisión de 1966)
- Un hombre (1967) como Audra Favor.
- Strategy of Terror (1969) como Karen Lownes.
- Suddenly Single (película para televisión de 1971) como Evelyn Baxter.
- Cutter (película para televisión de 1972) como Linda.
- The Eyes of Charles Sand (película para televisión de 1972) como Katharine Winslow.
- The Man (1972) como Kay Eaton.
- Moon of the Wolf (película para televisión de 1972) como Louise Rodanthe.
- Crime Club (película para televisión de 1973) como Denise London.
- Peege (corto de 1973) como Mamá.
- Superdad (1973) como Sue McCready.
- Fools, Females and Fun (película para televisión de 1974) como Karen Markham.
- The Last Day (película para televisión de 1975) como Betty Spence.
- Death Car on the Freeway (película para televisión de 1979) como Rosemary
- Can't Stop the Music (1980) como Norma White.
- Un amor de verano (1982) como Jean Featherstone.
- The Night the Bridge Fell Down (película para televisión de 1983) como Elaine Howard.
- At Your Service (película para televisión de 1984) como Barbara Stonehill.
- Web of Deceit (película para televisión de 1990) como Judith.
- Widow's Kiss (película para televisión de 1996) como Edith Fitzpatrick.

### Televisión
- Lux Video Theatre (1954-1956, 4 episodios) como Cathy / Ruth / Charlotte / Joyce Gavin.
- Playhouse 90 (1957-1960, 2 episodios) como Liz / Clara.
- The Eleventh Hour (1962, 1 episodio) como Linda Kincaid.
- Saints and Sinners (1962-1963, 4 episodios) como Lizzie Hogan.
- The Outer Limits (1964, 1 episodio: «The Forms of Things Unknown») como Leonora Edmond.
- Dr. Kildare (1965, 2 episodios) como Madge Bannion.
- El fugitivo (1965, 2 episodios) como Marie Lindsey Gerard.
- Custer (1967, 1 episodio) como Brigid O'Rourke.
- Batman (1968, 2 episodios) como Nora Clavicle.
- Peyton Place (1968-1969, 75 episodios) como Marsha Russell.
- Mannix (1968-1975, 2 episodios) como Rebekah Bigelow / Celia Bell.
- Marcus Welby, M.D. (1969-1972, 2 episodios) como Dorothy Carpenter / Nadine Cabot.
- Centro médico (1969-1974, 4 episodios) como Claire / Pauline / Judy / Nora Caldwell.
- Love, American Style (1970, 1 episodio) como Carol (segmento «Love and the Motel»)
- The Mod Squad (1971, 1 episodio) como Mrs. Hamilton.
- Ironside (1971-1972, 2 episodios) como Lorraine Simms / Mme. Jabez.
- Galería nocturna (1971, 1 episodio) como Agatha Howard (segmento «Cool Air»).
- Maude (1972, 1 episodio) como Phyllis 'Bunny' Nash.
- The Streets of San Francisco (1973, 1 episodio) como Anna Slovatzka Marshall.
- The New Dick Van Dyke Show (1973-1974, 3 episodios) como Margot Brighton.
- Cannon (1975, episodio «Lady on the Run») como Linda Merrick.
- The Bionic Woman (1976, 1 episodio) como Ann Sommers / Chris Stuart.
- The Eddie Capra Mysteries (1978, 1 episodio).
- La isla de la fantasía (1978-1984, 3 episodios) como Mildred Koster / Kathy Moreau / Profesora Smith-Myles.
- The Love Boat (1979, 2 episodios) como Eleanor Gardner.
- The Seekers (miniserie de 1979) como Peggy Kent.
- Flamingo Road (1980-1982, 38 episodios) como Eudora Weldon.
- Knight Rider (1983, 1 episodio) como Elizabeth Knight.
- Magnum, P.I. (1984-1987, 2 episodios) como Phoebe Sullivan / Ann Carrington.
- Murder, She Wrote (1987, 1 episodio) como Eva Taylor.
- Hearts Are Wild (1992, 1 episodio) como Caroline Thorpe.
- All My Children (1992-1994, 35 episodios recurrentes) como Nola Orsini.
- Burke's Law (1995, 1 episodio) como la jueza Marian Darrow.
- The Outer Limits (1998, 1 episodio) como Barbara Matheson.